# Wurmlingen (Rottenburg)
Wurmlingen is een plaats in de Duitse gemeente Rottenburg am Neckar, deelstaat Baden-Württemberg, en telt 2487 inwoners (2008).
Het wapen van Wurmlingen bevat een lintworm.
Bad Niedernau · Baisingen · Bieringen · Dettingen · Eckenweiler · Ergenzingen · Frommenhausen · Hailfingen · Hemmendorf · Kiebingen · Obernau · Oberndorf · Schwalldorf · Seebronn · Weiler · Wendelsheim · Wurmlingen